# Борго Доимо (Тревизо)
Борго Доимо је насеље у Италији у округу Тревизо, региону Венето.
Према процени из 2011. у насељу је живело 59 становника. Насеље се налази на надморској висини од 158 м.